# Orthetrum signiferum
Orthetrum signiferum is een libellensoort uit de familie van de korenbouten (Libellulidae), onderorde echte libellen (Anisoptera).
De wetenschappelijke naam Orthetrum signiferum is voor het eerst geldig gepubliceerd in 1926 door Lieftinck.